# Kostel svaté Markéty Antiochijské (Suchdol)
Kostel svaté Markéty na návsi v Suchdole je chráněn jako kulturní památka České republiky.

## Historie
Původně gotický kostel je poprvé zmiňován ve 14. století, jeho gotický vzhled se ale nezachoval. V 18. století prošel několika barokními úpravami, současnou podobu zachycují popisy až v druhé polovině 19. století. Jako poslední stavební úprava přibyla v polovině 20. století předsíň před vchodem do sakristie.